# Anton de Haen

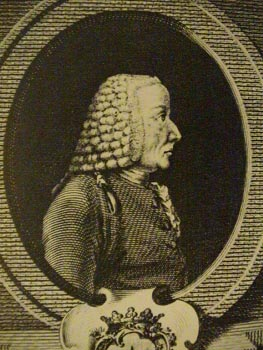
Anton de Haen

Antonius de Haen ('s-Gravenhage, 8 december 1704 - Wenen, 5 september 1776) was een Nederlands arts, die als hoogleraar en als eerste directeur van de medische kliniek van de Universiteit van Wenen werd aangesteld.

## Carrière in Wenen
De Haen had als katholiek weinig toekomst om zich aan de Universiteit van Leiden, waar hij zijn opleiding genoot, verder omhoog te werken. Hij werd naar Wenen gehaald op voorspraak van Gerard van Swieten, een studiegenoot van De Haen bij Herman Boerhaave. Van Swieten was reeds een klein decennium in dienst als lijfarts bij Maria Theresia van Oostenrijk toen De Haen in 1754 naar Wenen kwam om de eerste medische kliniek aldaar, bestaande uit slechts twaalf bedden (zes voor vrouwen, zes voor mannen) in het burgerziekenhuis, het in 1240 opgerichte Bürgerspital, te leiden. Hij had echter het recht om vanuit alle Weense ziekenhuizen patiënten ten bate van het onderwijs naar zijn kliniek over te brengen. Geheel in de Leidse stijl van zijn leermeester Boerhaave deed Anton de Haen aan bedside teaching; zijn overtuiging was dat er meer geleerd werd door onderwijs aan het ziekbed dan in de collegebanken. Hij probeerde zo veel mogelijk overbodige doctrines buiten de medische praktijk te houden. In 1756 werd hij als hoogleraar in de geneeskunde aangesteld aan de Universiteit van Wenen, waarna hij zich tot een van de meest invloedrijke medici in het Habsburgse rijk ontwikkelde en door heel Europa erkenning kreeg voor zijn manier van onderwijs.

## Bijdragen aan de geneeskunde
Naast het bijhouden van gedetailleerde casusbeschrijvingen van patiënten was De Haen een voorstander van post-mortemonderzoek, om ziektebeschrijving met bevindingen bij autopsie in verband te brengen. Hij was een van de eerste artsen die de thermometer introduceerde in de geneeskunde en hij observeerde dat de temperatuur een waardevolle indicator voor ziekte en gezondheid was. Hij gebruikte de thermometer ook bij zijn onderwijs aan het ziekbed. De Haen beschreef de dagelijkse temperatuurschommelingen bij zowel gezonde personen als bij zieken en legde het verband tussen temperatuursveranderingen, trillen en een verhoogde hartslag. Zijn bevindingen zouden pas bijna een eeuw later ingang vinden bij overige medici.
Zijn bekendste geschreven werk is Ratio medendi in nosocomio practico, waarin hij het 18e-eeuwse Weense ziekenhuiswezen en talrijke patiëntencasus vermeldt. In dit werk wordt ook een van de eerste gevallen van amenorroe ten gevolge van een hypofysetumor beschreven en veroordeelt De Haen het overmatig gebruik van medicatie zoals toentertijd gebruikelijk was. Deze buitengewone wetenschappelijk ideeën stonden lijnrecht tegenover De Haens geloof in hekserij, magie en demonen. De Haen bood weerstand tegen allerlei nieuwe medische innovaties. Zo lag hij in de clinch met Albrecht von Haller over diens nieuwe ideeën over sensibiliteit en irritabiliteit, omdat ze compleet in strijd waren met de oude geneeskundige principes geopperd door Hippokrates en Herman Boerhaave. De Haen was, toen hij in 1754 naar Wenen werd gehaald, een fervent tegenstander van het vaccineren van pokken, dat destijds gepredikt werd door onder andere James Jurin (1684-1750); volgens De Haen deed het meer kwaad dan goed. Het pokkenvaccin destijds was echter nog niet uitgekristalliseerd tot het vaccin dat Edward Jenner (1749-1823) later zou ontwikkelen. Louis Odier (1748-1817), arts te Genève, berekende aan de hand van Londense sterftecijfers tussen 1661 en 1672 dat in de periode na de start van pokkenvaccinatie (door Odier bepaald op begin 1717), de mortaliteit ten gevolge van pokken inderdaad was gestegen van één op de zestien sterftegevallen naar één op iedere elf doden. Desalniettemin durfde Odier op basis van deze getallen geen directe relatie tussen het aantal doden ten gevolge van pokken en het geïntroduceerde pokkenvaccin; zeker niet nadat hij aantoonde dat ook het aantal doden ten gevolge van mazelen in dezelfde periode was gestegen. De Haen zelf kon echter ook geen bewijs aanvoeren voor een directe relatie tussen het pokkenvaccin en een toegenomen mortaliteit ten gevolge van pokken.
De Haen was een van de pioniers op het gebied van reanimatie. In die periode was verdrinking een grote doodsoorzaak, wat in de tweede helft van de 18e eeuw leidde tot oprichting van verenigingen die in stedelijke gebieden in Europa en Noord-Amerika mensen na dreigende verdrinking en hartstilstand trachtten te reanimeren. In zijn werk Heilingsmethode introduceerde De Haen, met de kennis van de anatomie en fysiologie die hij over het menselijk lichaam bezat, een methode om ventilatie mogelijk te maken. Bij deze methode moest het slachtoffer rechtop worden gehouden, moest iets onder diens schouders worden geplaatst om deze enkele centimeters omhoog te bewegen en om het mogelijk te maken het hoofd te laten ontspannen, waardoor een vrije ademweg ontstond. De hulpverlener moest volgens De Haen hierna de polsen van het slachtoffer pakken, ze stevig over de onderzijde van de borstkas plaatsen om zo druk in de borstholte te creëren waardoor de lucht uit de longen werd geperst. Door de armen vervolgens snel van het lichaam af en omhoog, boven het hoofd te bewegen, ontstond een plotse afname in deze intrathoracale druk, waardoor lucht weer de longen in kon stromen. Volgens De Haen moest deze methode met regelmaat en twaalf keer per minuut worden herhaald. Een doorontwikkelde vorm van deze reanimatiemethode werd gebruikt om de stervende Abraham Lincoln te reanimeren. Hoewel de methode in de loop der jaren in onbruik is geraakt, wordt de methode nog steeds aanbevolen door de Amerikaanse marine als ventilatiemethode tijdens reanimatie na nucleaire, biologische of chemische aanvallen, wanneer de hulpverleners als gevolg van gasmaskers niet in staat zijn mond-op-mondbeademing te geven of als er sprake is van een uitgebreid gezichtsletsel.

## Werken
- Verhandeling van de tegenwoordige ziekte en sterte van het rundvee (1745)
- Quaestiones saepius motae super methodo inoculandi variolas, and cuas directa eroditorum responsa Hucusque desideratur (1757)
- Theses pathologicae de haemorrhoidibus / A medicinae studiosis ordine defendendae, et oppugnandae (1759)
- Wederlegging van de inentinge... dienende tot antwoord, op twee, in het jaar MDCCLIX. te voorschyn gekomene, stukjes (1760)
- Proeven omtrent de voornaamste hulpmiddelen ter reddinge van drenkelingen en andere ongelukkigen, die door eenige oorzaken verstikt, hun leven byna of waarlyk schynen verloren te hebben (1771)
- Ratio medendi in nosocomio practico (1773)
- De magia liber (1775)
- Heilingsmethode (1783)
- Tractatus de vermibus intestinorum corporis humani, et ictero